# Pigeon scarabée de Thuringe
Le Pigeon scarabée de Thuringe (en allemand : Thüringer Goldkäfertaube) est une race de pigeon domestique allemande, appartenant au groupe des pigeons de couleur.

## Origines
Le pigeon scarabée de Thuringe est une race récente, créée au milieu du XXe siècle.

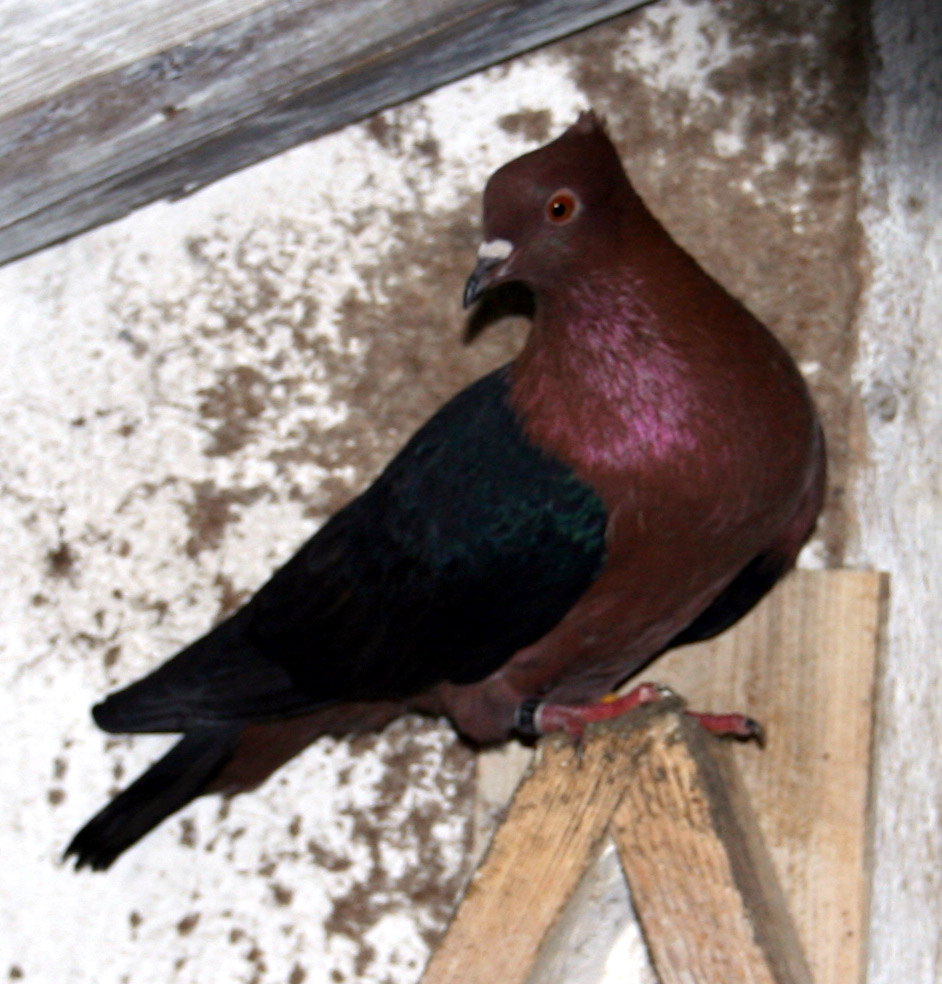
Bouvreuil de type Archangel. Le projet de Friese est d'inverser les couleurs pour obtenir un oiseau noir aux ailes cuivrées.

L'éleveur allemand Otto Friese (1872-1943), grand passionné de pigeons, élève non seulement plusieurs races mais est aussi juge lors de concours et expositions avicoles, et écrit plusieurs livres sur diverses races allemandes, comme l'Alouette de Cobourg. C'est au début des années 1930 qu'il a l'idée de créer une nouvelle variété de Bouvreuil. Il souhaite inverser les couleurs de la variété Archangel pour obtenir un oiseau noir aux ailes brunes cuivrées,.
Après plusieurs années de croisements, il présente ses premiers oiseaux en 1938. Mais les couleurs ne sont pas encore bien définies et cette nouvelle couleur pour le Bouvreuil est refusée. Au lieu d'être découragé, il continue son travail avec un nouvel objectif : créer une nouvelle race pour le groupe des pigeons de couleur de Thuringe. Son projet est stoppé par la Seconde guerre mondiale ; Friese meurt en 1943,,.
Avec la fin de la Seconde guerre, la colombophilie reprend son essor. Deux amis éleveurs, Ernst Stüllein de Römhild et Erwin Hauck de Jüchen, décident de reprendre les travaux de Friese. La race est née.

## Description
Le pigeon scarabée de Thuringe a la forme d'un pigeon de campagne. Il a la tête lisse, les yeux oranges et le bec noir. Des individus avec une huppe peuvent parfois apparaître, mais ils restent rares. Il a les épaules et les ailes larges. Ses pattes sont lisses. C'est un oiseau entièrement noir de la tête au bout de la queue, avec des reflets verts et pourpres au niveau du cou. Le bouclier des ailes est de couleur brune, tandis que les rémiges sont noires.

## Élevage
C'est un oiseau vif et fécond. Il peut être élevé aussi bien en pigeonnier ouvert qu'en volière fermée. Son élevage dans un but de concours peut être délicat car obtenir la bonne couleur peut s'avérer difficile,.

## Standard
Son standard est géré par l'Allemagne (D/0451) et les oiseaux sont bagués avec une bague de 8 mm.